# Johan Bergenstråhle
Lars Johan Rudman Bergenstråhle (Stoccolma, 15 luglio 1935 – Stoccolma, 23 agosto 1995) è stato un regista e sceneggiatore svedese, vincitore nel 1973 del premio Guldbagge come miglior regista.

## Biografia
Tra il 1965 e il 1994 diresse quattordici film. La pellicola Made in Sweden fu ammessa in concorso al Festival internazionale del cinema di Berlino del 1969, conquistando l'Orso d'argento assegnato dalla giuria internazionale.

## Filmografia

### Cinema
- Made in Sweden (1969)
- Baltutlämningen (1970)
- Jag heter Stelios (1973)

### Televisione
- Nattcafé (1965)
- Ett drömspel (1980)

## Premi e riconoscimenti
Guldbagge
1973 - Miglior regista per Jag heter Stelios